# Astiphromma taiwulengense
Astiphromma taiwulengense är en stekelart som beskrevs av Kusigemati 1987. Astiphromma taiwulengense ingår i släktet Astiphromma och familjen brokparasitsteklar. Inga underarter finns listade.